# Selçuk İnan
Selcuk Inan, född 10 februari 1985, är en turkisk före detta fotbollsspelare (mittfältare). Han spelade 2007–2017 i det turkiska landslaget. På klubbsidan spelade han 2011–2020 för det turkiska laget Galatasaray i Süper Lig. Före Galatasaray spelade han för Trabzonspor 2008–2011, Manisaspor 2005–2008 och Dardanelspor 2002–2005.